# Jean de Silhon
Jean de Silhon (1596 Sos – 1667 Paříž) byl francouzský filozof a politik.
Byl tajemníkem kardinála Richelieu a zastával funkci conseiller d'État. Roku 1634 byl jedním ze zakládajících členů Francouzské akademie.

## Dílo
- Les Deux véritez de Silhon : l'une de Dieu et de sa providence, l'autre de l'immortalité de l'âme (1626).
- Panégyrique à Mgr le cardinal de Richelieu, sur ce qui s'est passé aux derniers troubles de France (1629)
- De l'immortalité de l'âme (1634)
- Le Ministre d'Estat, avec le véritable usage de la politique moderne, 3e édition augmentée de la Relation du conclave de Clément VIII (1642)
- Esclaircissement de quelques difficultez touchant l'administration du cardinal Mazarin, 1re partie, par le sieur de Silhon (1651)
- De la Certitude des connaissances humaines, où sont particulièrement expliquez les principes et les fondemens de la morale et de la politique, avec des observations sur la manière de raisonner par l'assemblage de plusieurs moyens (1667) Réédition : 2002.
- Divers mémoires concernant les dernières guerres d'Italie ; avec trois traités de feu M. de Silhon, qui n'ont encore été vus (1669)